# Fala (album P.A.F.F.)
Fala – pierwsza oficjalna płyta polskiego producenta muzycznego Pawła Kasperskiego pod pseudonimem P.A.F.F. Wydawnictwo ukazało się 22 września 2017 roku nakładem wytwórni muzycznej Universal Music Polska. Gościnnie na albumie wystąpili Janusz German, Bosski, Paluch, Tede, Lanberry, Dogas, GRGML, Abel, Popek, Zjednoczenie Sound System, australijska wokalistka Emma Hewitt, Dwa Sławy, Duże Pe, Anatom, Tau oraz Kasia Grzesiek. Płyta dotarła do 30. miejsca polskiej listy przebojów OLiS.
Album charakteryzuje się mocnym elektronicznym brzmieniem oraz łączeniem gatunków. Został on również wydany w wersji limitowanej, do której jest dołączony dodatkowy dysk z instrumentalnymi wersjami utworów.

## Lista utworów
Opracowano na podstawie materiału źródłowego.
| CD1 (Fala) 1. "Intro" gościnnie Janusz German – 1:39 2. "Bang 2.0" – 3:12 3. "Bomba" gościnnie Bosski – 3:05 4. "Leki" gościnnie Paluch – 3:14 5. "Elita" gościnnie Tede – 3:08 6. "Domek z kart" gościnnie Lanberry – 3:04 7. "Fala" gościnnie Dogas i GRGML – 3:33 8. "Fala, part II" gościnnie Abel – 2:57 9. "AYE!" gościnnie Popek – 3:16 10. "Instax" gościnnie Zjednoczenie Sound System – 2:56 11. "Give You Love" gościnnie Emma Hewitt – 3:20 12. "Win/Win" gościnnie Dwa Sławy – 4:00 13. "Rejwach" gościnnie Duże Pe – 3:31 14. "TurnUp" gościnnie Anatom i Tau – 3:28 15. "Czas" gościnnie Kasia Grzesiek – 3:08 |  | CD2 (Fala Instrumentals) 1. "Intro (Instrumental)" – 1:40 2. "Bomba (Instrumental)" – 3:14 3. "Leki (Instrumental)" – 3:19 4. "Elita (Instrumental)" – 3:10 5. "Domek z kart (Instrumental)" – 3:04 6. "Fala (Instrumental)" – 3:37 7. "Fala, part II (Instrumental)" – 3:00 8. "AYE! (Instrumental)" – 3:28 9. "Instax (Instrumental)" – 3:22 10. "Give You Love (Instrumental)" – 3:28 11. "Win/Win (Instrumental)" – 4:12 12. "Rejwach (Instrumental)" – 3:38 13. "TurnUp (Instrumental)" – 3:36 14. "Czas (Instrumental)" – 3:06 |